# Malacoscylus gratiosus
Malacoscylus gratiosus är en skalbaggsart som beskrevs av Bates 1881. Malacoscylus gratiosus ingår i släktet Malacoscylus och familjen långhorningar. Inga underarter finns listade i Catalogue of Life.